# گورستان بان شیب
قبرستان بان شیب مربوط به سده‌های میانه دوران‌های تاریخی پس از اسلام سدهٔ ۶ تا ۹ ه‍.ق است و در شهرستان نیکشهر، بخش قصرقند، دهستان ساربوگ، ۵۰۰ متری شرق روستای کوشک واقع شده و این اثر در تاریخ ۲۶ اسفند ۱۳۸۷ با شمارهٔ ثبت ۲۵۸۶۰ به‌عنوان یکی از آثار ملی ایران به ثبت رسیده است.